# Åltjärnen (Ljusdals socken, Hälsingland)
Åltjärnen är en sjö i Ljusdals kommun i Hälsingland och ingår i Ljusnans huvudavrinningsområde.